# 冨久錦武光
冨久錦 武光（ふくにしき たけみつ、1920年5月23日 - 没年不明）は、昭和時代の大相撲力士。二所ノ関部屋所属。北海道空知郡中富良野町出身。本名は羽賀 武光（はが たけみつ）。最高位は西十両11枚目。得意技は左四つ、寄り。

## 経歴
二所ノ関部屋に入門し、1937年1月場所に出身地の中富良野町から「富良錦」の四股名で初土俵を踏む。1943年1月場所に十両に昇進、「冨久錦」と改名する。十両では2場所連続で7勝8敗と負け越し、幕下に陥落した。その後は十両に復帰することなく1945年11月場所に25歳で廃業した。

## 主な成績
- 通算成績：70勝60敗5休  勝率.538
- 十両成績：14勝16敗  勝率.467
- 現役在位：19場所
- 十両在位：2場所

### 場所別成績
| 1937年 （昭和12年） | （前相撲）         | （前相撲）         | x                      |
| 1938年 （昭和13年） | 西序ノ口16枚目 5–2 | 東序二段5枚目 3–4  | x                      |
| 1939年 （昭和14年） | 西序二段8枚目 5–2  | 東三段目14枚目 2–6 | x                      |
| 1940年 （昭和15年） | 東三段目32枚目 5–3 | 東三段目13枚目 4–4 | x                      |
| 1941年 （昭和16年） | 西三段目11枚目 6–2 | 東幕下26枚目 4–4   | x                      |
| 1942年 （昭和17年） | 西幕下19枚目 7–1   | 東幕下2枚目 5–3    | x                      |
| 1943年 （昭和18年） | 西十両11枚目 7–8   | 西十両14枚目 7–8   | x                      |
| 1944年 （昭和19年） | 西幕下筆頭 2–6     | 東幕下18枚目 2–3   | 東幕下23枚目 4–1       |
| 1945年 （昭和20年） | x                  | 東幕下3枚目 2–3    | 東幕下7枚目 引退 0–0–5 |
| 各欄の数字は、「勝ち-負け-休場」を示す。 優勝 引退 休場 十両 幕下 三賞：敢=敢闘賞、殊=殊勲賞、技=技能賞 その他：★=金星 番付階級：幕内 - 十両 - 幕下 - 三段目 - 序二段 - 序ノ口 幕内序列：横綱 - 大関 - 関脇 - 小結 - 前頭（「#数字」は各位内の序列） |                    |                    |                        |

## 改名歴
- 富良錦 武光（ふらにしき たけみつ）1937年1月場所 - 1942年5月場所
- 冨久錦 武光（ふくにしき たけみつ）1943年1月場所 - 1945年11月場所